# Superlaur
Superlaur (en basque prononcer « choupèrelaour ») ou Superlegor, désigne dans la mythologie basque une vaste grotte pourvue d'une entrée spacieuse se trouvant dans le mont Itzine au village d'Orozko. C'est une des demeures de Mari, d'après ce que l'on dit dans les villages voisins. Y vivent aussi des femmes, serviteurs de ce génie, sorcières, diables, elles se manifestent parfois sous forme de vautours. 

## Légende associée
On raconte à Orozko qu'un berger construisit sa cabane, etxola, près de cette grotte. Pour se défendre contre d'éventuelles attaques des génies du lieu, il mit à l'entrée plusieurs croix et de la cire bénite. Mais un vol de vautours survint qui, se posant sur le toit de son abri, le molestèrent lui demandant d'enlever toutes ces choses. Il n'eut donc d'autre solution que de les enlever et depuis il ne fut plus ennuyé. 